# 伊瀬芳吉
伊瀬 芳吉（いせ よしきち、1905年10月8日 - 2000年12月22日）は、日本の実業家。元ダイハツ工業社長。

## 来歴・人物
香川県三豊郡観音寺町（現 観音寺市伊吹町）出身。旧制香川県立三豊中学校、大阪高等工業学校機械科（現 大阪大学工学部）卒業。
三豊中学在学中は、伊吹島を出て下宿先から通った。家が貧しかったので学費を稼ぐために、下宿先の手伝いをしながら勉学に励んだ。数学と理科が得意だったこともあり、先生の薦めもあって大阪高等工業学校に進学する。
1926年（昭和元年）大阪高等工業学校卒業後、日本生命保険に就職。入社後、間もなく応召され入隊。その1年後に除隊となり、22歳の時、發動機製造に入社。1940年（昭和15年）本社機械課長に就任。列車の扉を開く機械の製造やディーゼルエンジンの製造に携わる。
その後、新しい機械の設計の責任者となり池田工場の建設にも尽力し、1941年（昭和16年）池田工場次長、1945年（昭和20年）製造部池田工場長を歴任。
戦後の日本の復興時期にあたり、エンジンを製造するから自動車を製造する会社に変貌を遂げる。社名もダイハツ工業に改称した。自動車の生産が自由に出来る時代となり、必要最小限度の機能を備え、価格が安くガソリンの使用量の少ない三輪車「ダイハツミゼット」を開発、販売する。馬力があり無理が効くということで評判となった。
1968年（昭和43年）同社第4代社長に就任。社長就任の挨拶で、販売台数の20％増、顧客に信頼される車作りを社員に話した。そして、最後に「苦しければ苦しい程やりがいもある」と社長自ら決意を述べた。また、新しい生産技術を取り入れためにフォード、GMの工場に長く滞在したり、1968年（昭和43年）のロンドンモーターショーにも出かけ、毎日会場に通い熱心に研究を行った。
また、公害問題やエネルギー問題が社会問題になっていた。排気ガス対策や交通事故などの解決にも取り組まなればならない時期に電気自動車の開発を始めた。大阪万国博覧会や沖縄海洋博覧会に電気自動車を出品して「電気自動車のダイハツ」と話題になった。そして1981年（昭和56年）香川県で開催された仁尾太陽博覧会に電気自動車を出品し、会場を回る交通手段として活躍した。
1957年（昭和32年）大阪池田ロータリークラブに入会。1978年（昭和53年）国際ロータリー第266地区ガバナーとして活動を行い、社会貢献にも力を注いだ。この活動を通して世界各地に多くの友人をつくり真の国際人として日本と外国をつなぐ働きも行った。

## 略歴
- 1926年 - 大阪高等工業学校機械科卒業
- 1927年 - 發動機製造入社
- 1946年 - 發動機製造取締役
- 1951年 - ダイハツ工業に社名改称
- 1956年 - ダイハツ工業常務取締役
- 1964年 - ダイハツ工業専務取締役
- 1967年 - ダイハツ工業代表取締役副社長
- 1968年 - ダイハツ工業代表取締役社長
- 1975年 - ダイハツ工業取締役相談役
- 1978年 - ダイハツ工業相談役
- 1992年 - ダイハツ工業最高顧問

## 座右の銘
Where there is a will，there is a way.
努力あるところに 必ず道はひらけてくるものです。

## 栄典
- 1975年 - 勲二等瑞宝章
- 1979年 - 紺綬褒章

## 著書
- 『観て来た欧米』（ダイハツ工業）（1963年）